# 콘라트 3세 (부르군트)

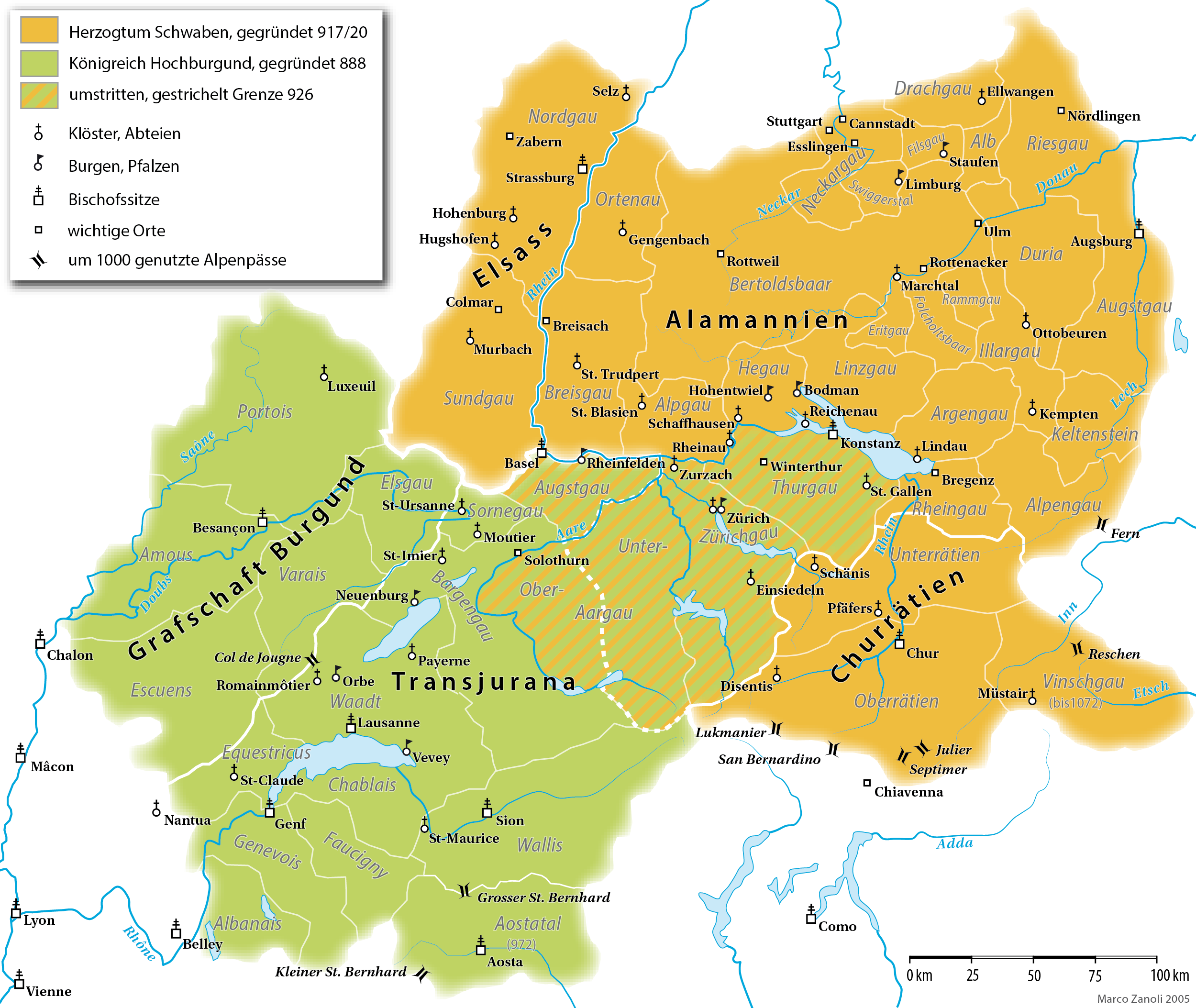
10세기의 부르군트 왕국

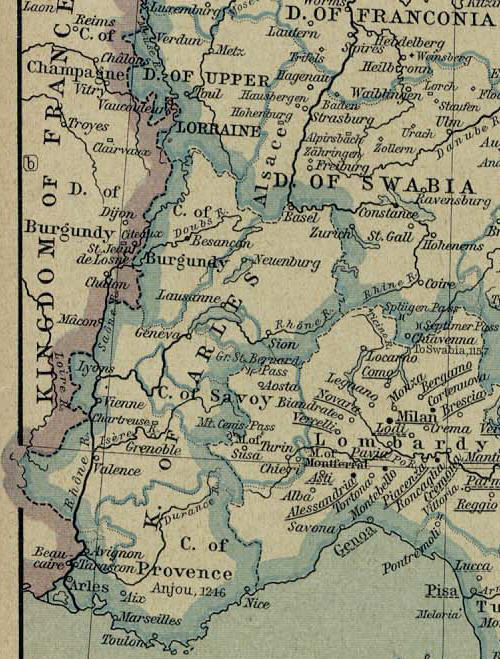
아를 왕국(프로방스)

부르군트의 콘라트 3세(Conrad III/Konrad III, 922년/925년 ~ 993년 10월 9일)는 고 벨프 가 출신으로, 937년부터 부르군트 왕국(아를 왕국)과 프로방스 왕국의 국왕이었다. 별칭은 평화왕(Konrad III der Friedfertige, Conrad le Pacifique, Conrad the Peaceful)이다. 신성 로마 제국의 황제 하인리히 2세는 그의 외손자였고, 콘라트 2세의 황후 기셀라 폰 슈바벤도 그의 외손녀였다.
콘라트의 생년월일은 정확하지 않아 922년생 설과 925년생 설이 있다. 그의 아버지 루돌푸스 2세는 최초로 부르고뉴를 통일한 인물로 933년부터는 상 부르고뉴와 하 부르고뉴를 모두 통솔하였으며, 어머니 베르타는 슈바벤 공작 부르크하르트 2세의 딸이었다. 아를과 프로방스의 군주로는 콘라트 1세가 되지만 부르고뉴의 통치자로서는 세번째 콘라트로써, 스스로 세번째 콘라트라고 칭했다. 이는 그의 증조 할아버지 콘라트 2세와 그 선조 콘라트 1세를 염두에 둔 것이다.
아버지 루돌푸스 2세가 죽자, 937년 로잔(Lausanne)에서 부르군트의 군주로 선출되었다. 아를의 위그는 루돌푸스 2세 사후 그의 왕국을 차지하고자, 그해 12월 12일 슈바벤의 베르타와 결혼하였다. 그러나 독일 왕국의 오토 1세의 개입으로 아를의 위그의 부르군트 장악 계획은 무산되었다. 938년 오토 1세는 군사를 이끌고 아를로 가 콘라트 3세가 계승자라고 선언하였다. 오토 1세에 의해 독일의 의회로 소환된 콘라트는, 오토 1세에 의해 서프랑크의 왕 루이 4세와 작센의 게르베르가의 딸이자 오토의 외조카 서프랑크의 마틸다와 결혼하였다.
그의 통치기간 중 939년 사라센이 부르고뉴의 북쪽으로 기습, 발레주의 하 발레에 있는 성 모리스 수도원을 약탈해갔다.
콘라트는 오토 1세의 서프랑크 왕국 원정에 처음 동행, 출정하였다. 그의 장인 서프랑크 왕국의 루이 4세는 그가 나이 어린 점을 이용, 부르군트를 수복하려 하였으나, 오토 1세에 의해 저지당한다. 오토는 콘라트를 보호하여 제국의 남부 지방으로 보냈고, 후일 오토 1세가 이탈리아를 원정할 때 동행하였다. 이탈리아 근처에서 콘라트는 프로방스의 왕으로 즉위하였고, 일단 아를의 위그의 종주권을 인정하였다. 콘라트는 비엔나, 리옹, 아를의 대주교관구에도 정치적 영향력을 행사하였다. 콘라트는 나중에 수도를 비엔나로 정하고, 부르군트의 통일 왕국(트란스부르군트, 시스주네 부르군트, 프로방스)의 왕으로 공인되었다.
950년 이탈리아의 로타리오 3세가 의문의 독살을 당한 후, 그의 누이 아델라이드가 베렝가리오 2세의 핍박을 받고 감금되었다. 콘라트는 오토 1세의 951년 이탈리아 원정에 동행, 오토 1세의 이탈리아 정복과 아델라이드의 결혼식에 동행하였다. 이탈리아에서 오토 1세는 다시 콘라트의 아버지 루돌푸스 2세가 930년경 인수한 상부 부르군트의 권리를 공식 승인하였다.
성 갈렌 수도원의 수도사 에케하르트 4세(Ekkehard IV)가 기록한 야사에 의하면 그의 치세기간 중에 마자르족과 프락시네툼의 사라센 인이 쳐들어왔다고 한다. 콘라트는 이들 침략자들에게 첩자를 보냈다. 첩자들은 각 침입자들에게 부르군트어와 편의 시설을 제공했고, 이들 첩자들은 다시 부르군트로 이들의 위칠르 알렸다. 부르군트 인들은 마자르 족과 사라센 인이 서로 교전하다가, 양측의 손실이 커지자 바로 마자르 족, 사라센 인들을 공격하여 포로들을 사로잡았다. 사로잡은 포로들은 노예로 팔았다 한다. 975년에 콘라트는 프로방스에서 무슬림 군대를 최종 축출했다.
첫 결혼은 963년 3월 23일 벨리(Bellay)의 아델라이드(Adelaide, 966년 사망)라는 여성과 결혼했는데, 아들 쿠노는 일찍 요절했고, 딸 마틸다는 독일 국왕 하인리히 1세의 손자이자 오토 1세의 조카 바이에른 공작 하인리히 2세와 결혼했다. 첫 부인 아델라이드는 일설에는 앵글로 색슨 왕국의 에드워드 장로왕의 딸이라는 설이 있다.
966년 서프랑크 왕국의 루이 4세 해외왕과 게르베르가 폰 작센의 딸 마틸다 드 서프랑크와 결혼, 베르타, 마틸다, 루돌프 3세, 슈바벤 공작 헤르만 2세와 결혼한 게르베르가 폰 부르고뉴 등을 두었다. 첩인 알디우드(Aldiud)에게서는 리옹 대주교 부르크하르트를 낳았다.
치세 후반기인 979년 프로방스후작 기욤 1세의 도전을 받았다. 부르군트의 오토-윌리엄은 콘라트의 종주권을 거부하고, 분리독립을 기도하였다. 993년 10월 9일에 사망하여 비엔나의 성 안드레아 바스 수도원(Saint-André-de-Bas)에 안치되었다.

## 참고 자료
- Bourchard, Constance Brittain (1999). "Burgundy and Provence, 879–1032". In Reuter, Timothy; McKitterick, Rosamond (eds.). The New Cambridge Medieval History: Volume 3, c.900-c.1024. Cambridge University Press.
- Cope, Christopher (1987). Phoenix Frustrated: The Lost Kingdom of Burgundy. Constable.
- Demotz F., La Bourgogne, dernier des royaumes carolingiens (855-1056) : roi, pouvoirs et élites autour du Léman, Lausanne, 2008.
- Mouillebouche H., Les Hongrois en Bourgogne : le succès d'un mythe historiographique - Annales de Bourgogne 2006.
- Paravy P. (dir.), Des Burgondes au royaume de Bourgogne (v-xe siècle), journées d'étude des 26-27 octobre 2001, Grenoble, 2002.
- Fichtenau, Heinrich (1991). Living in the Tenth Century: Mentalities and Social Orders. Translated by Geary, Patrick J. University of Chicago Press.
- Poole, Reginald L. (1911). "Burgundian Notes". The English Historical Review. 26 (102).
- Previté-Orton, C. W. (1912). Early History of the House of Savoy. Cambridge University Press.
- Reuter, Timothy; McKitterick, Rosamond, eds. (1999). "Appendix". The New Cambridge Medieval History: Volume 3, c.900-c.1024. Cambridge University Press.